# الإجهاض في روسيا

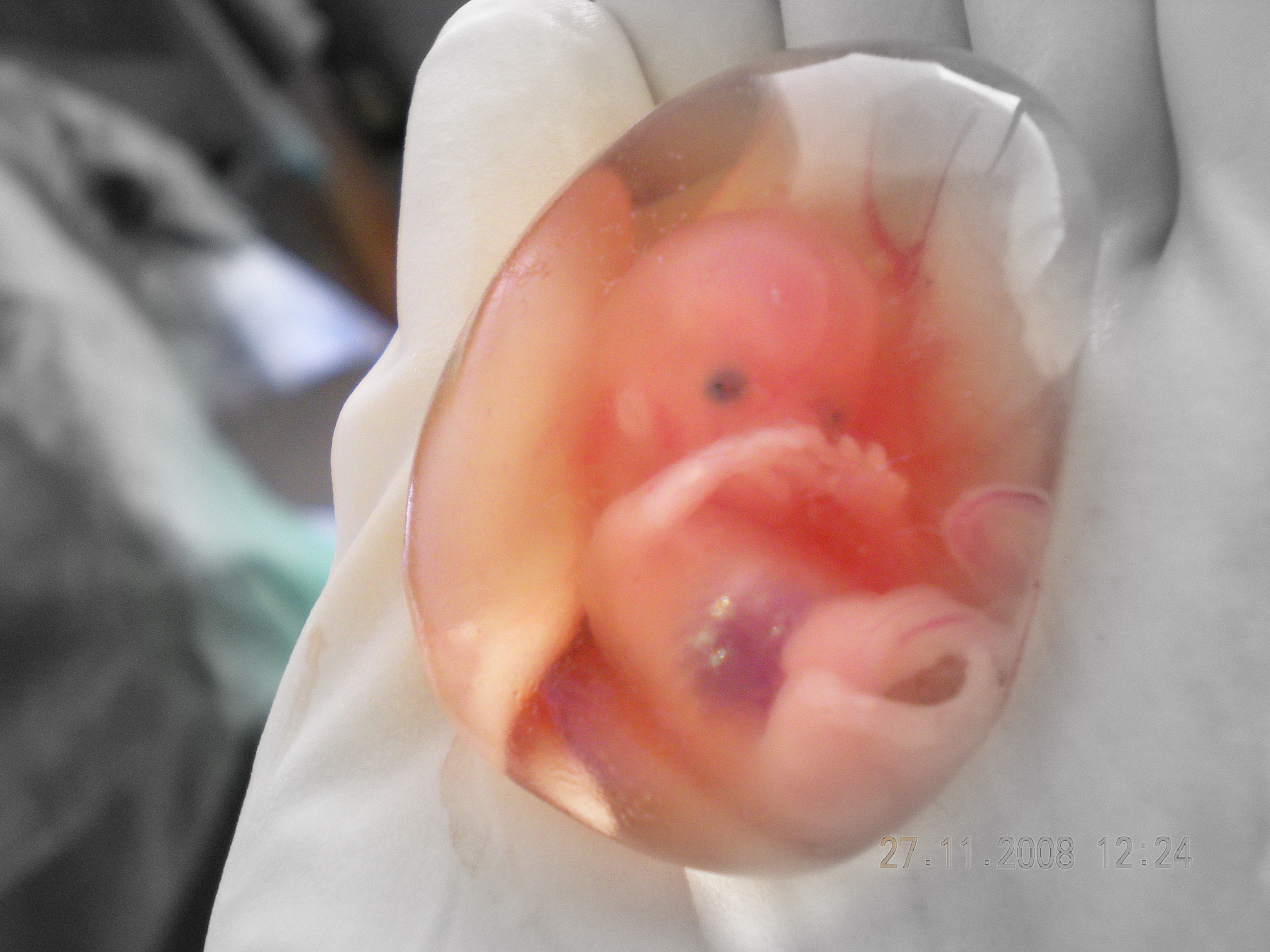

الإجهاض في روسيا قانوني كإجراء اختياري حتى الأسبوع الثاني عشر من الحمل، وفي ظروف خاصة حتى مراحل لاحقة. أصبحت الجمهورية السوفيتية الروسية في عام 1920، أول دولة في العالم في العصر الحديث تسمح بالإجهاض في جميع الظروف، ولكن شرعية الإجهاض تغيرت أكثر من مرة على مدار القرن العشرين، مع فرض حظر مرة أخرى من عام 1936 إلى عام 1955. سجلت روسيا أكبر عدد من عمليات الإجهاض لكل امرأة في سن الإنجاب في العالم وفقًا لبيانات الأمم المتحدة بحلول عام 2010. أفادت الصين في عام 2009 أن لديها أكثر من 13 مليون حالة إجهاض من أصل 1.3 مليار نسمة كعدد إجمالي، مقارنة بـ 1.2 مليون حالة إجهاض في روسيا، من أصل 143 مليون نسمة كعدد إجمالي.

## الإجهاض في اتحاد الجمهوريات الاشتراكية السوفييتية

### 1920-1936
كانت الحكومة السوفييتية أول حكومة تشرّع الإجهاض في أوروبا. شرّع البلاشفة الإجهاض داخل جمهورية روسيا الاتحادية الاشتراكية السوفييتية في أكتوبر عام 1920 «بمرسوم الرعاية الصحية للنساء». أُدخل القانون في أوكرانيا بعد جمهورية روسيا الاتحادية الاشتراكية السوفييتية في 5 يوليو عام 1921، ثم في بقية الاتحاد السوفييتي.
رأت الحكومة التشريع ضرورةً مؤقتة، إذ سعت العديد من النساء إلى الإجهاض بسبب عدم قدرتهن على رعاية أطفالهن بعد الأزمة الاقتصادية، وما يقارب عقد من الاضطرابات والحرب والثورة والحرب الأهلية. وُضعت قيود على معايير الإجهاض، وصار بحلول عام 1924 مسموحًا في الحالة التي يعرّض الحمل فيها حياة المرأة أو الجنين للخطر.
شجع الاتحاد السوفياتي السياسات الإنجابيّة، وجادل المسؤولون السوفييت بأن النساء سيقمن بعمليات إجهاض بغض النظر عن الشرعية، ولن تكون الدولة قادرة على تنظيم ومراقبة الإجهاض إلا إذا شُرّع. أملت الحكومة السوفيتية في توفير عمليات الإجهاض في بيئة آمنة على وجه الخصوص، والتي يقوم بها طبيب مدرب بدلًا من بابكي (الجدة).
كانت هذه الحملة فعالةً للغاية في المناطق الحضرية (إذ أُجريت 75% من عمليات الإجهاض في موسكو في المستشفيات بحلول عام 1925)، وكانت أقل بكثير في المناطق الريفية حيث لم يكن هناك إمكانية للوصول إلى الأطباء أو وسائل النقل أو كليهما، وحيث اعتمدت النساء على الطب التقليدي. استمرت النساء في الريف على وجه الخصوص في الاستعانة بالبابكي والقابلات ومصففات الشعر والممرضات وغيرهن لإجراء العملية، بعد أن شُرّع الإجهاض في الاتحاد السوفييتي.
أصبح الاتحاد السوفياتي أول دولة تتيح عمليات الإجهاض عند الطلب دون مقابل في كثير من الأحيان. كان هناك جدل شديد بين الحكومة والمسؤولين الطبيّين حول تشريعه. كانت الحجج الرئيسية المستخدمة في معارضة تشريع الإجهاض أن له تأثير ضار على النمو السكاني أو أنه مضر بالمرأة من الناحية الطبية.
كانت المستشفيات مزدحمةً للغاية بسبب إجراءات الإجهاض بحلول منتصف عشرينيات القرن العشرين، وكان لا بد من فتح عيادات خاصة لتأمين الأسرّة. أدى المعدل الهائل للإجهاض الذي حصل إلى قلق العديد من الأطباء، وفُرضت القيود من أجل الحد من الإجهاض بعد الشهر الثالث من الحمل، ولضمان إعطاء الأولوية فقط للنساء اللواتي يعتبرن فقيرات جدًا أو عازبات أو لديهن بالفعل العديد من الأطفال.
سُمح بستة أشهر فقط ما بين الإجهاض الأول والثاني. بُذلت جهود متجددة لمحاكمة البابكي، وبدأ ذلك أولًا بتشريع الإجهاض في عام 1920، وقُبض على عدد لا بأس به من اللاتي يعملن كبابكي وعوقبن، إذ لم يبق هناك عذر لمتابعة عملهن بعد تشريع الإجهاض.
لم يكن ذلك الموضوع بتلك الأهمية خلال الحملات الجماعية في أوائل ثلاثينيات القرن العشرين، إلا أن قوانينًا جديدة أكثر صرامةً قد مُرّرت، بشأن إجراء عمليات الإجهاض غير القانونية في عام 1934، بما في ذلك تعميم من نيابة جمهورية روسيا الاتحادية الاشتراكية السوفييتية وقصص موسعة عنها في الصحف الرئيسية. طلب التعميم من المدعين الإقليميين مضاعفة جهودهم لمكافحة الإجهاض غير المصرح به، مستشهدين برسالة قُدمت إلى النيابة من قبل مواطن عادي مجهول، يشجب الأذى الذي لحق بالنساء من قبل البابكي في منطقة ريفية واحدة. نشرت إزفيستيا بعد شهر مقالًا أدانت فيه «محنة الشابات اللواتي انتهى بهن الأمر عند عتبة الإجهاض بعد أن عجزن عن العثور على عمل».